# Clase ejecutiva (serie de televisión)
Clase Ejecutiva es una serie de televisión colombiana producida por Caracol Televisión. Esta protagonizada por Martín Karpan, María Luisa Flores, Alberto Saavedra, Ana María Trujillo, Helga Díaz, John Alex Toro, Constanza Duque, Diana Neira y Sebastián Rendón.

## Sinopsis
Esta historia de insospechado final comienza en el momento en el que Emilia Muñoz de Casas regresa al país tan pronto se entera de que V.I.P. Tours, una reconocida agencia de viajes que hace muchos años fundara junto a su marido, viene siendo objeto de un robo continuado por parte de uno de sus empleados de mayor confianza, la persona que ha estado al frente del patrimonio familiar desde la misma muerte de su esposo. Emilia pretende reorganizar las cosas de tal manera que la agencia de viajes vuelva a tomar el rumbo y recupere la posición de privilegio que ocupara cuando su esposo la dirigiera. Sabe que no será una tarea fácil encontrarle reemplazo a su marido, pero está dispuesta a asumir el reto y sacar a V.I.P Tours adelante.

## Personajes

### Principales
| Personajes                                 | Sinopsis de personajes |
| ------------------------------------------ | ---------------------- |
| Julián Coronado (Martín Karpan)            |                        |
| Daniela Méndez (María Luisa Flores)        |                        |
| Fabiola Suárez (Helga Díaz)                |                        |
| Amparo González Rubio (Ana María Trujillo) |                        |
| Manolo Pérez (Alberto Saavedra)            |                        |
| Leonardo Sanabria (John Alex Toro)         |                        |
| Emilia Muñoz de Duque (Constanza Duque)    |                        |
| Doris Clavijo (Diana Neira)                |                        |
| Nicolás González (Sebastián Rendón)        |                        |

- Datos: Q5771389